# Krzeczanowo
Krzeczanowo [pronunciación en polaco: /kʂɛt͡ʂaˈnɔvɔ/] es un pueblo ubicado en el distrito administrativo de Gmina Siemiątkowo, dentro del Condado de Żuromin, Voivodato de Mazovia, en el este de Polonia central. Se encuentra aproximadamente a 6 kilómetros al sureste de Siemiątkowo, a 28 kilómetros al sureste de Żuromin, y a 94 kilómetros al noroeste de Varsovia.